# Za život radostný
Za život radostný je černobílý československý dokumentární film z roku 1950.

## Základní údaje
- Námět: Jindřich Vodička, Vojtěch Jasný, Karel Kachyňa
- Scénář: Jindřich Vodička, Vojtěch Jasný, Karel Kachyňa
- Režie: Karel Kachyňa, Vojtěch Jasný
- Ocenění: 1951 Státní cena - II. stupně za dokumentární film